# Charles Gourdier-Deshameaux
Charles Gourdier-Deshameaux est un homme politique français né le 15 mai 1787 à Bayeux (Calvados) et mort le 7 décembre 1847 à Bayeux.

## Biographie
Conseiller municipal de Bayeux, conseiller général, il est député du Calvados de 1834 à 1837 et de 1839 à 1842, siégeant dans l'opposition libérale à la Monarchie de Juillet.

## Sources
- « Charles Gourdier-Deshameaux », dans Adolphe Robert et Gaston Cougny, Dictionnaire des parlementaires français, Edgar Bourloton, 1889-1891 [détail de l’édition]